# Hubert Bernnat
Hubert Bernnat (* 1950 in Freiburg im Breisgau) ist ein deutscher Gymnasiallehrer, langjähriger Gemeinderat der Stadt Lörrach und Regionalhistoriker mit zahlreichen Publikationen.

## Leben
Bernnat studierte an der Universität Freiburg Geschichte und Germanistik. Sein Lehrerseminar absolvierte er in Karlsruhe und war als Referendar in Bühl und Baden-Baden tätig. Danach wurde er 1979 Lehrer am Hans-Thoma-Gymnasium Lörrach (HTG),  wo er in den Fächern Deutsch, Geschichte, Gemeinschaftskunde und Ethik unterrichtete. Er wurde Vertrauenslehrer und leitete in der Schule die Fachabteilung Geschichte. Von 2002 bis 2015 leitete er das HTG als Direktor.
Als Mitglied der SPD war er von 1999 bis 2009 im Lörracher Gemeinderat und ist es seit 2014 wieder. Von 2001 bis 2009 und wieder seit 2019 übt(e) er dabei das Amt des Fraktionsvorsitzenden aus.
Als Lokal- und Regionalhistoriker hat Bernnat zahlreiche Aufsätze und Bücher verfasst und ist seit 2015 auch Vorsitzender des Geschichtsvereins Markgräflerland. Seit 2018 fungiert er zusätzlich als Schriftleiter der Zeitschrift Das Markgräflerland, dem Publikationsorgan des Geschichtsvereins Markgräflerland. Ebenfalls seit 2018 ist Bernnat Mitglied des Redaktionsteams der von der Stadt Lörrach herausgegebenen Publikation Stadtbuch Lörrach, der Nachfolgepublikation des Lörracher Jahrbuches. Bernnat vermittelt sein historisches Wissen nicht nur durch Schriften, sondern ist auch als ehrenamtlicher Stadtführer und Mitarbeiter im Dreiländermuseum in Lörrach tätig, wo er bei der Gestaltung vieler großer Ausstellungen und Ausstellungskataloge mitwirkt.
Hubert Bernnat ist wohnhaft im Lörracher Stadtteil Tüllingen, verheiratet und Vater von drei Kindern.

## Publikationen (Auswahl)
- SPD-Kreisverb. und Ortsverein Lörrach (Hrsg.): 125 Jahre Arbeiterbewegung im Dreiländereck: die Geschichte der Lörracher SPD von den Anfängen 1868 bis zur Nachkriegszeit 1948, Lörrach, 1993.
- 150 Jahre Sozialdemokratie: ein Beitrag zur Lörracher Stadtgeschichte und deutschen Parteiengeschichte, Waldemar Lutz, Lörrach 2018, ISBN 978-3-947801-97-8.
- Binzen – Geschichte einer Gemeinde, herausgegeben von der Gemeinde Binzen zur 1250-Jahr-Feier 2017; ISBN 978-3-00-057042-1.
- Vom Rettungshaus 1860 zum Heilpädagogischen Zentrum 2021: Geschichte der Einrichtung für Kinder- und Jugendhilfe auf der Tüllinger Höhe: zur Einweihung des Heilpädagogischen Zentrums am 1. Oktober 2021, Waldemar Lutz, Lörrach 2021, ISBN 978-3-947801-88-6.
- 150 Jahre Hebelschule – Ein Beitrag zur Schulgeschichte Badens und Stadtgeschichte Lörrachs, Lörracher Hefte 36, Verlag Waldemar Lutz 2022, ISBN 978-3-947801-84-8.